# Crni Guber

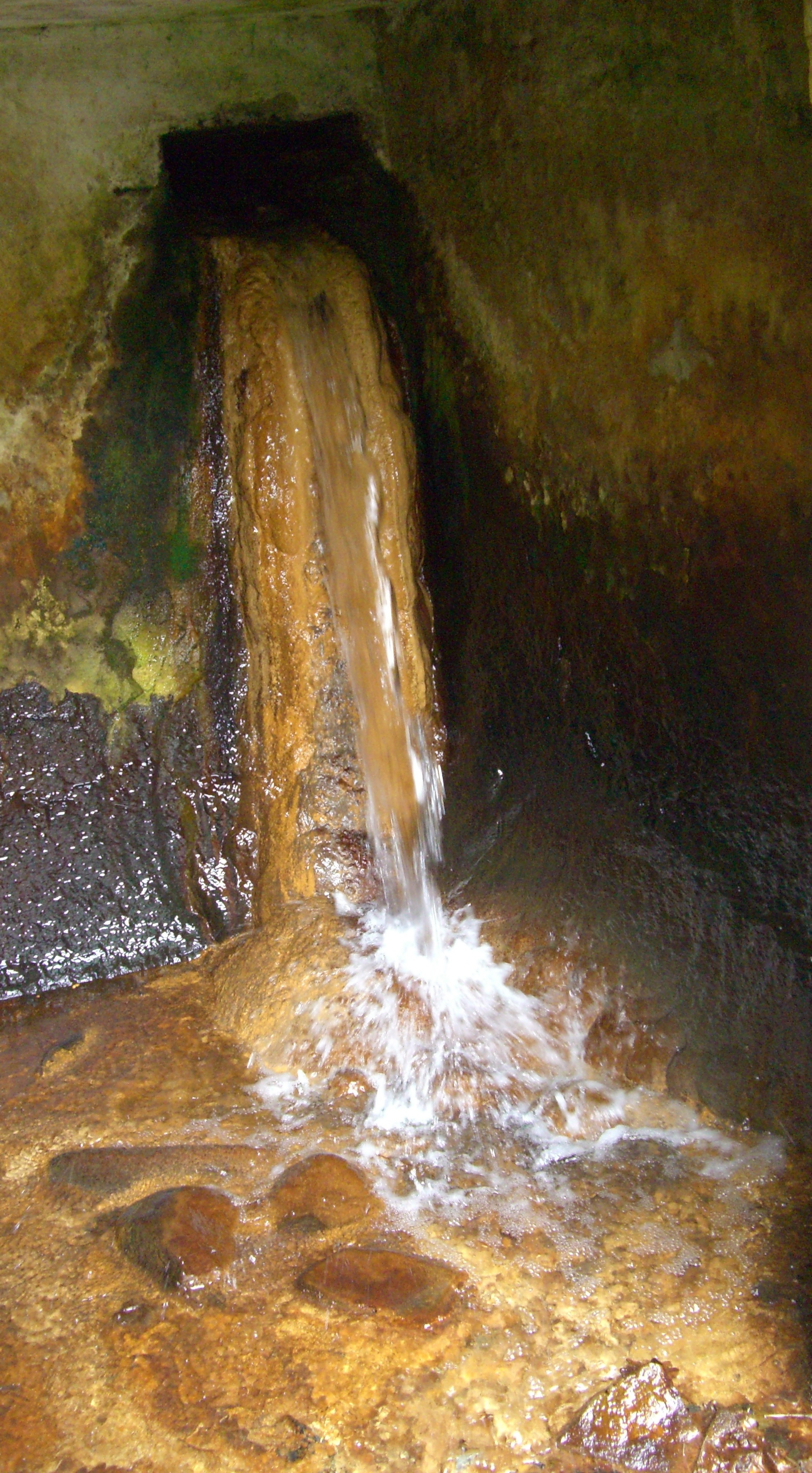
Die Quelle Crni Guber

Crni Guber („Schwarze Guber“) ist eine von mehreren Heilquellen, die in der Umgebung von Srebrenica in Bosnien und Herzegowina, nahe der serbischen Grenze, entspringen.

## Lage

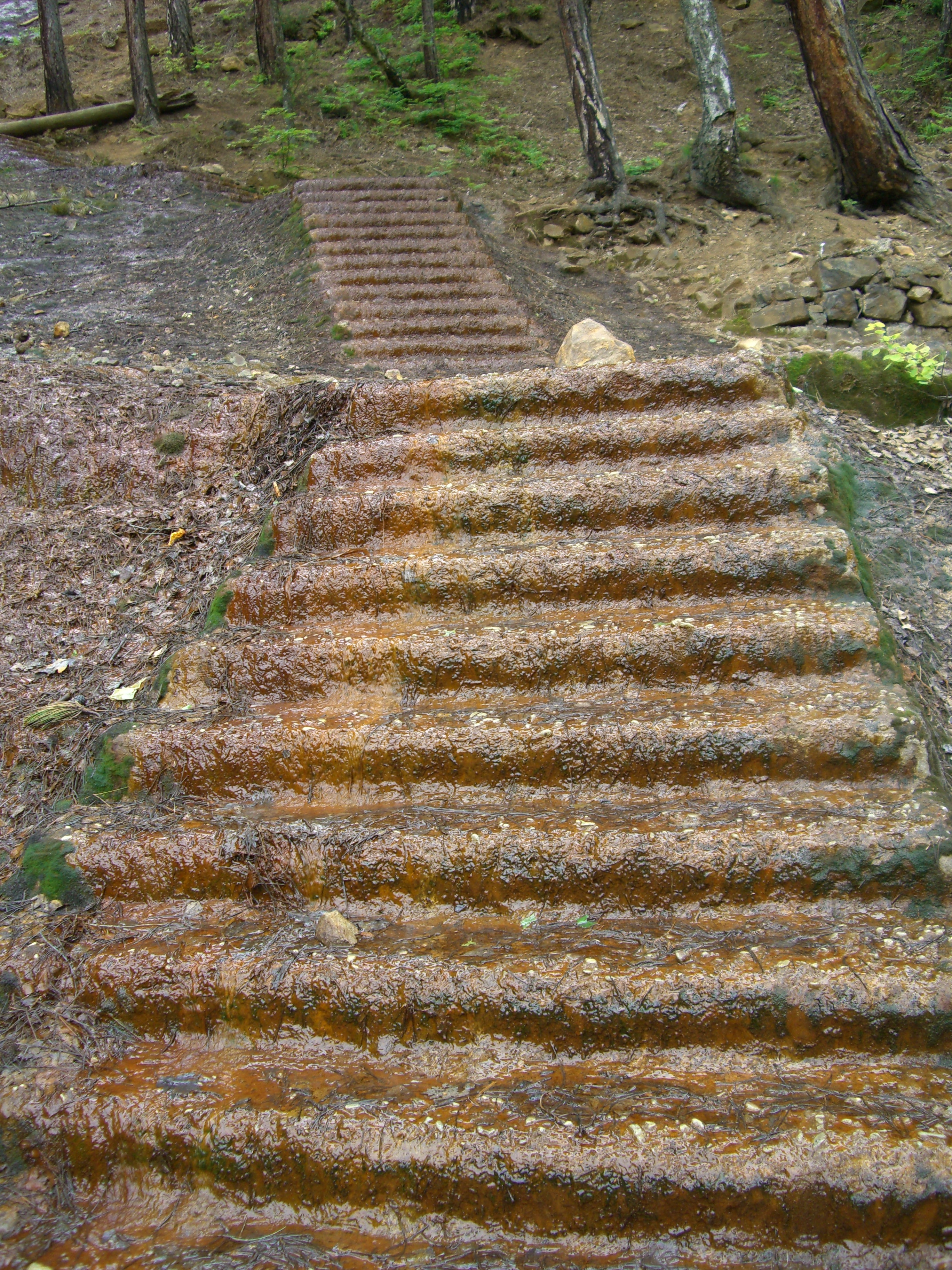
Eine Treppe in der Nähe der Quelle

Die Quelle liegt ca. 1,5 Kilometer östlich des Stadtkerns von Srebrenica auf 560 m. i. J. im Tal der Crvena rijeka. Zu ihr führt heute nur noch ein schmaler, gepflasterter Weg, der durch einen satten grünen Wald verläuft. Die Straße mündet dann in eine große betonierte Fläche, auf der noch die Ruinen des ehemaligen Kurhotels zu erkennen sind. In der unmittelbaren Umgebung schlängeln sich noch vereinzelt Wege und Treppen durch die bewaldeten Anhöhen der Mittelgebirgslandschaft. Die ganze Landschaft ist von orange-roten Stellen geprägt, die vor allem in der Nähe von fließendem Gewässer zu sehen sind. Diese deuten schon den hohen Eisengehalt des Wassers an.

## Geschichte
Die Bedeutung der Quelle als wichtiges Heilwasser wurde im 19. Jahrhundert erkannt. Zunächst wurde das Wasser von der Firma Mattoni in Flaschen abgefüllt und weltweit, beispielsweise nach England, Dänemark, Schweden, Holland und in die USA, versandt. Im 20. Jahrhundert konnte man durch die Errichtung eines Kurhotels nahe der Quelle weiteren Nutzen aus dem Bekanntheitsgrad des Wassers ziehen. Das Kurhotel verzeichnete ständig steigende Besucherzahlen, wobei auch viele ausländische Besucher kamen. Auch das Hotel Domavija, welches im Stadtzentrum lag, profitierte von den zahlreichen Besuchern. Während des Bosnienkriegs, in dem die Stadt durch das Massaker von Srebrenica traurige Berühmtheit erlangte, wurde das Kurhotel Crni Guber, welches im Jahr 1980 noch 25.577 Übernachtungen verbuchte, wie auch weite Teile des Rests der Stadt, nahezu komplett zerstört. Nach dem Krieg führten das Fehlen finanzieller Mittel sowie das zu erwartende Ausbleiben von Besuchern dazu, dass das Gelände, welches im Rahmen der staatlichen Privatisierung in den Besitz eines Unternehmens übergegangen ist, und die umliegenden Quellen nahezu in Vergessenheit geraten sind.

## Inhaltsstoffe des Wassers
Seit der Erschließung der Quelle gab es zahlreiche internationale Untersuchungen bezüglich der Inhaltsstoffe des Wassers. Hierbei wurden vor allem ein hoher Gehalt an Eisen(II)-oxid und Arsen festgestellt, was die Quelle des Crni Guber mit den umliegenden Quellen zu den einzig natürlich arsen-haltigen Quellen Europas macht. Im Einzelnen enthält das Wasser auf 10000 Teile (nach Ernst Ludwig):
| Teilchensorte                 | Anzahl |
| ----------------------------- | ------ |
| Natriumchlorid                | 0,017  |
| schwefelsaures Kalium         | 0,166  |
| schwefelsaures Natrium        | 0,037  |
| schwefelsaures Calcium        | 0,209  |
| schwefelsaures Magnesium      | 0,219  |
| schwefelsaures Eisen(II)-oxid | 3,734  |
| schwefelsaures Mangan         | 0,009  |
| schwefelsaures Zink           | 0,078  |
| schwefelsaures Aluminium      | 2,277  |
| freie Schwefelsäure           | 0,093  |
| phosphorsaures Calcium        | 0,010  |
| Arseniksäureanhydrid          | 0,061  |
| Kieselsäureanhydrid           | 0,648  |
| Lithium                       | Spuren |
| Kupfer                        | Spuren |
| organische Substanzen         | 0,074  |

Die letzte Untersuchung erfolgte im Jahre 2005.
Die in Europa einzigartige Zusammensetzung stammt vom Regenwasser, das durch die vielen vorhandenen Spalten absinkt und dabei die verschiedensten Minerale des Gebirges aufnimmt. Das Wasser Crni Guber ist in seinem natürlichen Zustand trinkbar und fließt aus der Quelle mit 300 l/min bei konstanten 12,4 °C. Die tägliche Einnahme des Wassers sollte unter ärztliche Kontrolle erfolgen.

## Wirkung des Wassers
Dem Wasser wird schon über Jahrhunderte hinweg eine heilende Wirkung zugerechnet, unter anderem gegen Anämie, Eisenmangelanämie, Malaria, Wechselfieber, diverse Nerven- und Hautkrankheiten, Appetitlosigkeit, Gewichtsverlust, Rheumatismus, Hautkrankheiten sowie Lymphome.

## Weitere Heilquellen
Neben der berühmtesten Quelle Crni Guber sind noch vier weitere Heilquellen in unmittelbarer Umgebung erwähnenswert:
- Očna voda („Augenwasser“) ist eine oft besuchte Heilquelle. Sie fließt in nur geringer Menge, ist aber sehr stark mit Mineralien angereichert. Als Augentropfen dargereicht, wird es besonders zur Behandlung von Bindehautenzündungen eingesetzt.
- Die Quelle Ljepotica („Schönheit“) wird vorgeblich vor allem von Frauen besucht.[2] Waschen mit diesem Wasser soll die Haut reinigen und die Gesichtsfarbe verbessern. Spülungen und Badeanwendungen werden bei Hautkrankheiten angewandt.
- Mali Guber („Kleines Guber“) enthält doppelt so viel Eisen wie Crni Guber und darüber hinaus höhere Anteile von Calcium und Magnesium. Die Quelle ist aber nicht so ergiebig.
- Sinusna voda („Nebenhöhlen-Wasser“) wird verwendet zur Behandlung von Nebenhöhlenentzündungen. Die Darreichung erfolgt durch die Nase. Bei konstanter Anwendung ist es möglich, die Schmerzen in den Nebenhöhlen lindern.

Laut Aussagen des Unternehmens Guber ad Srebrenica (s. u.) werden zukünftig auch diese Heilquellen in verschiedenen Darreichungsformen vermarktet werden.

## Gegenwart & Zukunft
Nachdem die Schrecken des Bosnienkriegs und das Massakers nach und nach verarbeitet wurden, wuchs das Interesse an der Nutzung der Quelle und des umliegenden Landes erneut. So plant der gegenwärtige Eigentümer, die bosnisch-serbische Firma Guber ad Srebrenica, die Tradition Mattonis wieder aufleben zu lassen und die Quellen unter einem anderen Produktnamen zu vermarkten. So soll das Quellwasser erneut in Flaschen abgefüllt und in die ganze Welt als Heilmittel versandt werden. Auch das Kurhotel Crni Guber soll an gleicher Stelle neu errichtet werden, um wieder internationale Gäste in Srebrenica begrüßen zu können. Der bosnisch-muslimische Bürgermeister der Stadt ist sehr an einem Erfolg des Vorhabens interessiert, kann es doch den wirtschaftlichen Wiederaufstieg der mit hoher Arbeitslosigkeit konfrontierten Gemeinde einleiten. Zudem ist das Projekt auch ein Symbol für das gelungene Zusammenleben der ehemals so stark verfeindeten Volksgruppen in Srebrenica. Zur Verwirklichung der Pläne sind aber zahlreiche nationale und internationale Kooperationen nötig. Einige davon, zum Beispiel mit der deutschen Gustav Obermeyer aus Plauen, die die Technik für das Projekt liefern soll, wurden aber schon jetzt eingegangen, so dass mit einer schnellen Umsetzung des Vorhabens zu rechnen ist.